# Antonio Mairena
Antonio Cruz García, más conocido como Antonio Mairena y también como el Niño de Mairena, (Mairena del Alcor, Sevilla, 7 de septiembre de 1909-Sevilla, 5 de septiembre de 1983) fue un cantaor de flamenco. Entre otros premios recibió la III Llave de Oro del Cante, la Medalla de Oro al Mérito al Trabajo, Medalla de Oro de las Bellas Artes e Hijo Predilecto de Andalucía a título póstumo. Es una de las figuras más relevantes en la historia del flamenco.

## Biografía
Nació con el nombre de Antonio Cruz García, hijo de Rafael Cruz Vargas y Aurora García Heredia, en una familia gitana asentada en Mairena del Alcor desde los tiempos de Carlos III. Su casa estaba en la Plaza de las Flores, en el centro de Mairena del Alcor. Su padre trabajaba en una herrería, donde Antonio se inició en la profesión familiar desde muy pequeño. Antonio era el mayor de sus hermanos (Águila, Curro, Juan, Rosario y María Josefa), tuvo que ayudar a su padre para mantener a la familia, por lo que solo pudo acudir a la escuela durante tres años. Los recuerdos de sus años en la fragua estarían en el futuro siempre presentes en su cante y textos; también en su vida adulta luchó para remediar esta falta de información leyendo y acudiendo a academias nocturnas. En la fragua recibió sus primeras influencias a través de los cantes de trabajo que interpretaban algunos amigos de su padre. También fue su padre quien le llevó a diferentes fiestas gitanas donde pudo conocer a los cantaores Manuel Torre, Joaquín el de la Paula o el Niño Gloria entre otros, quienes se convertirían en sus primeros maestros.
Sus hermanos Francisco (1914-1993) y Manuel (1934-2013) también fueron cantaores de relevancia. Según narración del propio Mairena, de su familia gitana solo cantaba su abuelo, Antonio Cruz Reyes; su padre era un buen aficionado al flamenco y su madre solamente bailaba en las fiestas familiares.
A principios de los años 1920, con motivo de la visita a Mairena del cantaor Faíco, Antonio cantó por primera vez en público en una fiesta familiar, interpretando un tango de Pastora Imperio titulado "Soy grande con ser gitano" y con el que impresionó a los asistentes. Empezó entonces a cantar en reuniones familiares, bautizos, bodas, así como en cafés en la localidad de Carmona; en ese momento sus cualidades como cantaor ya empezaban a ser apreciadas. Por ello quiso participar en el Concurso de Cante Jondo de Granada organizado por Manuel de Falla y Federico García Lorca en 1922. Sin embargo, no lo hizo por dos motivos: la negativa de su padre a dejarle marchar y el no tener posibilidad económica de hacer el viaje. Dos años más tarde, Antonio Mairena sí conseguiría presentarse en el Concurso de la Feria de Alcalá de Guadaíra; contaba entonces con catorce años de edad y allí fue ganador del primer premio interpretando una seguiriya y una soleá. Joaquín el de la Paula le entregó el primer premio, con una dotación de 20 duros. Su nombre artístico era "Niño Rafael"; más tarde se le comenzaría a conocer por "Niño de Mairena", siendo Manuel Torre quien le diera este último nombre.
Antonio tuvo que trabajar en una taberna de Arahal para ayudar a la familia. Su madre falleció en 1928 y su padre volvió a contraer matrimonio, del cual nacieron Ángela y Manuel, quien también se convertiría en cantaor. Antonio se trasladó a vivir a Carmona, donde inició su investigación en los cantes antiguos con la ayuda de Diego el de Brenes; fue el primer paso de una larga trayectoria de recuperación de formas perdidas o casi olvidadas en el flamenco. Su siguiente paso fue el intentar formar parte de los espectáculos de la llamada Ópera Flamenca que se ofrecían en los cafés cantantes de Sevilla, pero no tuvo éxito, debido al estilo tradicional y puramente flamenco que practicaba y que resultaba difícil para el público. Sí pudo conseguir más reconocimiento en las fiestas privadas de artistas que se celebraban en la Alameda de Hércules; así, en 1929, consiguió empezar a actuar en algunos espectáculos. En 1930 actuó en el cabaret Kursaal de Sevilla, acompañado por la guitarra de Javier Molina. También aquel año organizó un espectáculo benéfico en Mairena junto a Manuel Torre.

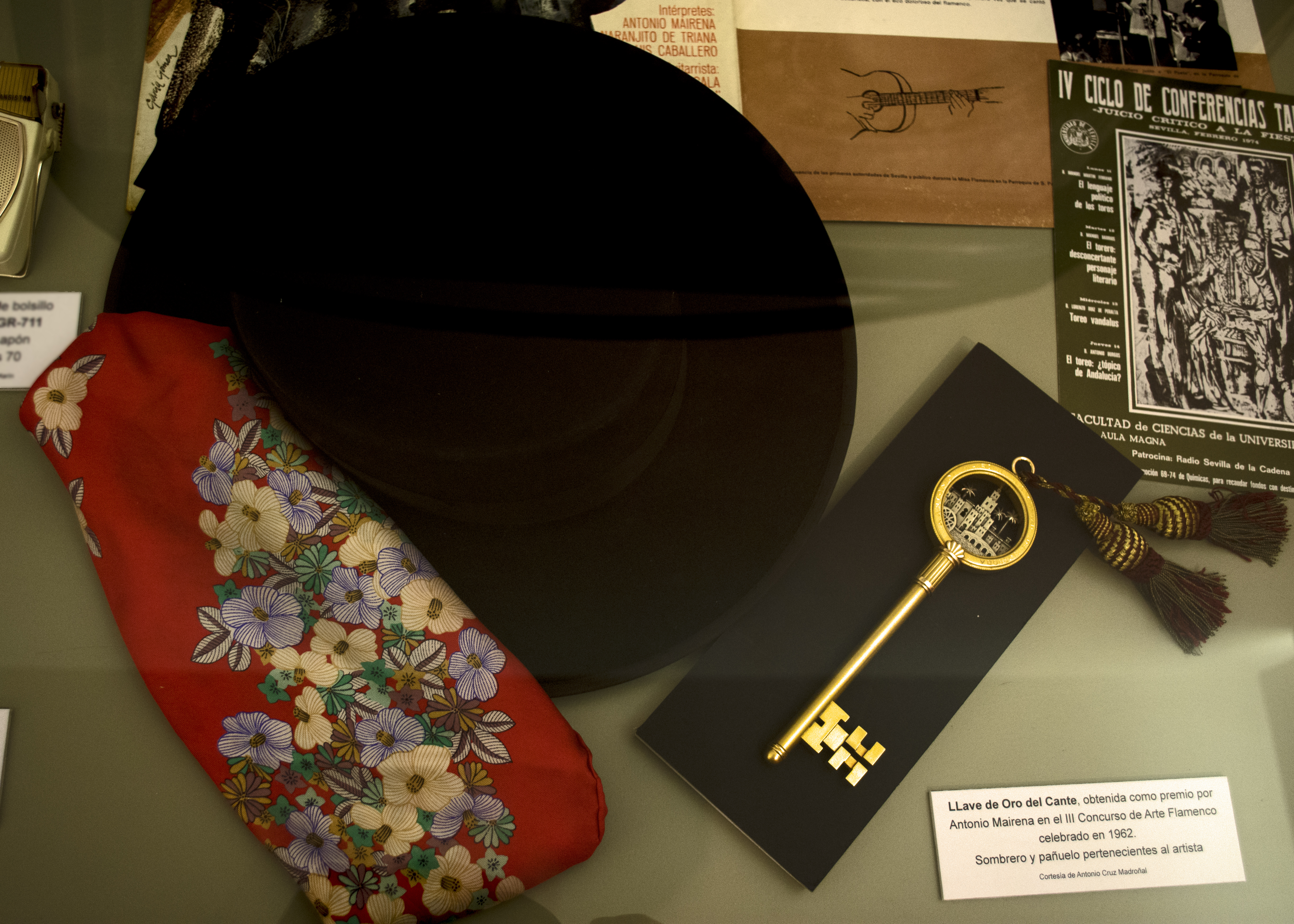
Llave de Oro del Cante y pañuelo y sombrero pertenecientes al artista.

Antonio se incorporó al servicio militar en África en enero de 1931. Luego se instaló en Sevilla. Entre 1933 y 1936, el cantaor siguió actuando en reuniones y fiestas privadas en la zona de la Alameda de Hércules, alcanzando una fama acrecentada por su interpretación de las saetas durante la Semana Santa de 1933. En aquella época aún se le conocía como "El Niño de Mairena". Carmen Amaya lo contrató para grabar en Barcelona la canción de su película María de la O. En 1936, conoce al guitarrista Melchor de Marchena, quien le acompañó durante toda su carrera y se convirtió en un apoyo fundamental en su obra.
Tras el inicio de la Guerra Civil, sus hermanos en edad militar, Curro y Juan, fueron llamados a filas, y Antonio permaneció junto a sus padres para poder ayudar económicamente; por ello tuvo que rechazar el ofrecimiento de Carmen Amaya para acompañarla como cantaor en una gira por América y permaneció cantando en locales de la Alameda. Al finalizar la guerra, se instaló en Carmona y en 1941 grabó sus cuatro primeros discos para la discográfica La Voz de su Amo. Su idea era grabar seguiriyas, soleares, alegrías, bulerías y tangos, pero la discográfica le obligó a grabar fandangos y cuplés por bulerías, por ser estilos que estaban más de moda.
Su figura artística cobró más relevancia tras esta grabación y empezó a formar parte de diferentes compañías, como la de Juanita Reina en 1943 y la de ballet de Pilar López en 1944. Se trasladó a Madrid en 1945 para actuar en la venta La Capitana, donde compartía cartel con Juanito Mojama, Niño de la Calzada y José Cepero, entre otros. También actuó de forma permanente en el tablao Villa Rosa y el cabaret Samba en 1946. Formó parte del espectáculo de Carmen Amaya basado en romances de Lorca y representado en el Teatro Fuencarral. En 1950 Antonio Mairena realizó una gira por Europa y el norte de África con los Ballets Españoles de Teresa y Luisillo. Igualmente en 1954, Ducretet Thomson editó la primera Antología del Cante Flamenco –que editó algo después Hispavox en España–, dirigida por el guitarrista Perico el del Lunar. Aquello hizo que diferentes artistas flamencos empezaran a sonar en la radio y por consiguiente a poder llegar a un público más amplio, ya que el flamenco era un género minoritario. Antonio Mairena grabó cuatro discos para la casa Columbia, lo que le permitió alcanzar una cierta difusión. También grabó en Tánger un disco junto a Paco Valdecillo en el que interpretaba cantes de Enrique el Mellizo y fandangos.
Antonio Mairena entró a formar parte de la compañía de Antonio el Bailaor, en la que permaneció diez años y con la que recorrió Europa, América y Asia. Con esta compañía pudo darse a conocer a un público más amplio lo que significó su consolidación definitiva como cantaor. En 1954 grabó un disco en Londres que incluía seguiriyas, soleá, cantiña, liviana y la Nochebuena de Jerez; aquel disco tuvo éxito y le mostró como un maestro del cante flamenco puro. Tras este disco siguió grabando con la casa Columbia, siendo uno de los títulos más destacado Cantes de Antonio Mairena (1958).
En 1958 se creó la Cátedra de Flamencología de Jerez, de la cual un año más tarde se nombró a Antonio Mairena como director honorario. Por este motivo se le tributó un homenaje en Jerez, en el que participaron los poetas Ricardo Molina, Antonio Murciano y Manuel Ríos Ruiz.

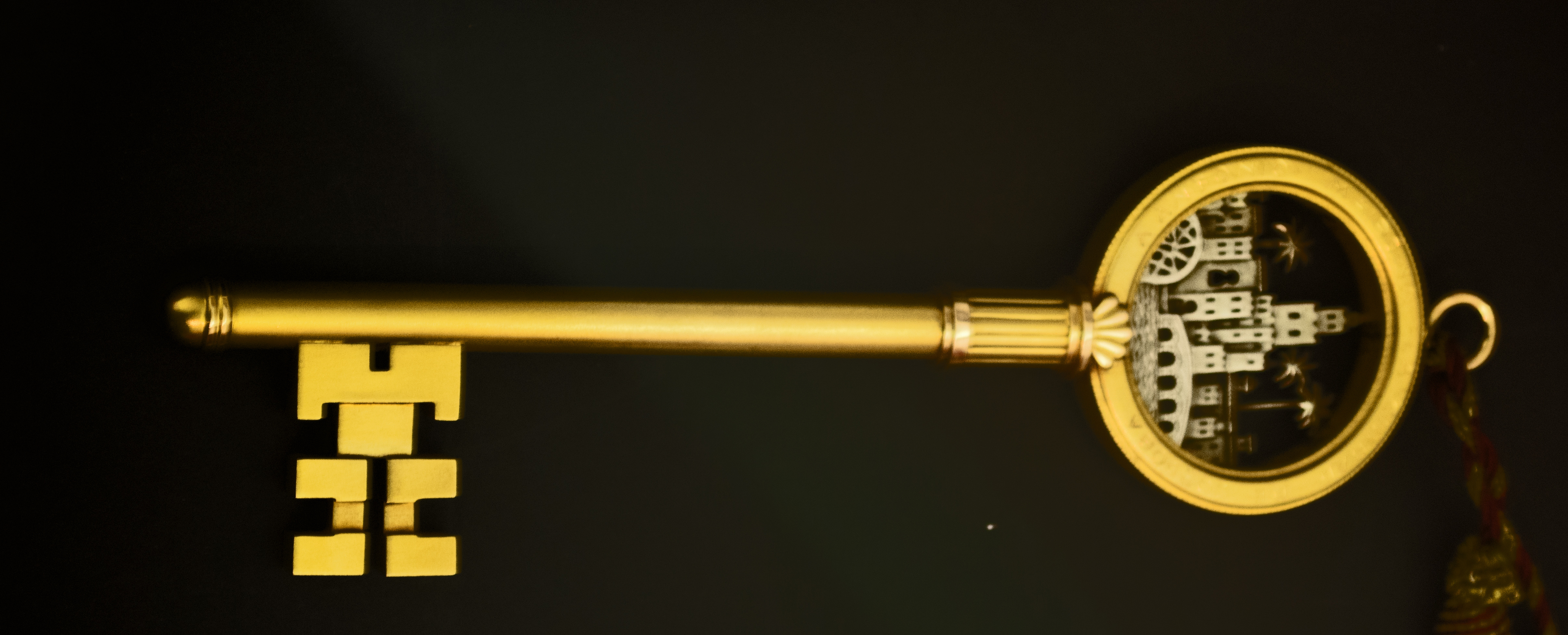
Llave de Oro del Cante entregada a Antonio Mairena el 21 de mayo de 1962 en el Alcázar de los Reyes Cristianos de Córdoba.

### La Llave de Oro del Cante
En 1962, el Concurso Nacional de Arte Flamenco de Córdoba decidió ofrecer de nuevo la Llave de Oro del Cante, un galardón que tenía en su poder el cantaor Manuel Vallejo, quien había fallecido en 1960. Los concursantes fueron Fosforito, Chocolate, Juan Varea, Pericón de Cádiz, Platero de Alcalá y el mismo Antonio Mairena, que ofreció una memorable actuación en la que interpretó cantes de El Planeta, El Fillo, Tomás el Nitri, Silverio y Manuel Torre. El jurado estaba compuesto por el poeta Ricardo Molina, los cantaores Juan Talega y Aurelio Sellés, el teniente alcalde del Ayuntamiento de Córdoba Francisco Salinas, y los compositores José Muñoz Moleda y Mauricio Ohana. Le fue entregada la Llave de Oro del Cante en el Alcázar de los Reyes Cristianos de manos de Antonio el Bailaor.

## Estilo

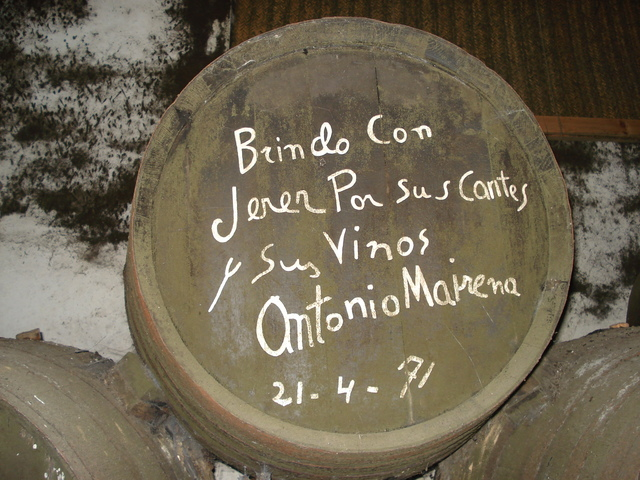
Bota de Jerez firmada por Antonio Mairena

Además de ser un cantaor de calidad excepcional, punto este reconocido por la práctica totalidad del mundo flamenco, Antonio Mairena fue un estudioso de este arte, de manera que recopilaba estilos y cantes que luego era capaz de reproducir en propia voz. Su sentido didáctico del flamenco le hacía escuchar con frecuencia a todo tipo de artistas, de mayor y menor nivel. De este modo, el fondo estilístico de Antonio se basaba en una gran multitud de fuentes, antagónicas en ocasiones, que propiciaba una gran variedad de su repertorio. Gracias a su actividad investigadora, cantes antiguos que se encontraban abocados al olvido pudieron ser rescatados y compilados, adaptados a las corrientes estilísticas de su época.
A pesar de esta gran variedad de estilos, el mismo cantaor reconocía que su maestro en el cante fue Manuel Torre, aunque también admiró y asimiló el estilo de Joaquín el de la Paula, Juan Talega y el de los hermanos Tomás y Pastora Pavón. De esta cantaora, por la que profesaba una gran admiración, llegó a recopilar sus cantes y estilos en el disco titulado Honores a la Niña de los Peines.

## Obra de investigación
Antonio Mairena realizó numerosas conferencias, consiguiendo llevar el flamenco a los círculos intelectuales y formando parte de la concepción de la palabra «flamencólogo». En 1963, publicó el libro Mundo y formas del cante flamenco en colaboración con Ricardo Molina, en el cual se analiza la historia y evolución del cante flamenco y se propone una clasificación definitiva de sus palos. Igualmente en 1963, la Universidad de Sevilla realizó la Semana de Estudios Flamencos, la cual fue ilustrada con la actuación de Antonio Mairena; también ese año, fue nombrado doctor honoris causa por la Universidad de Córdoba. En la revista especializada Candil, publicó unos quince artículos sobre distintos aspectos del cante.
Posteriormente su figura ha sido sujeto de estudio por diferentes especialistas y conferencias.

## Discografía
Centro Informático Científico de Andalucía - Discografía de Antonio Mairena.

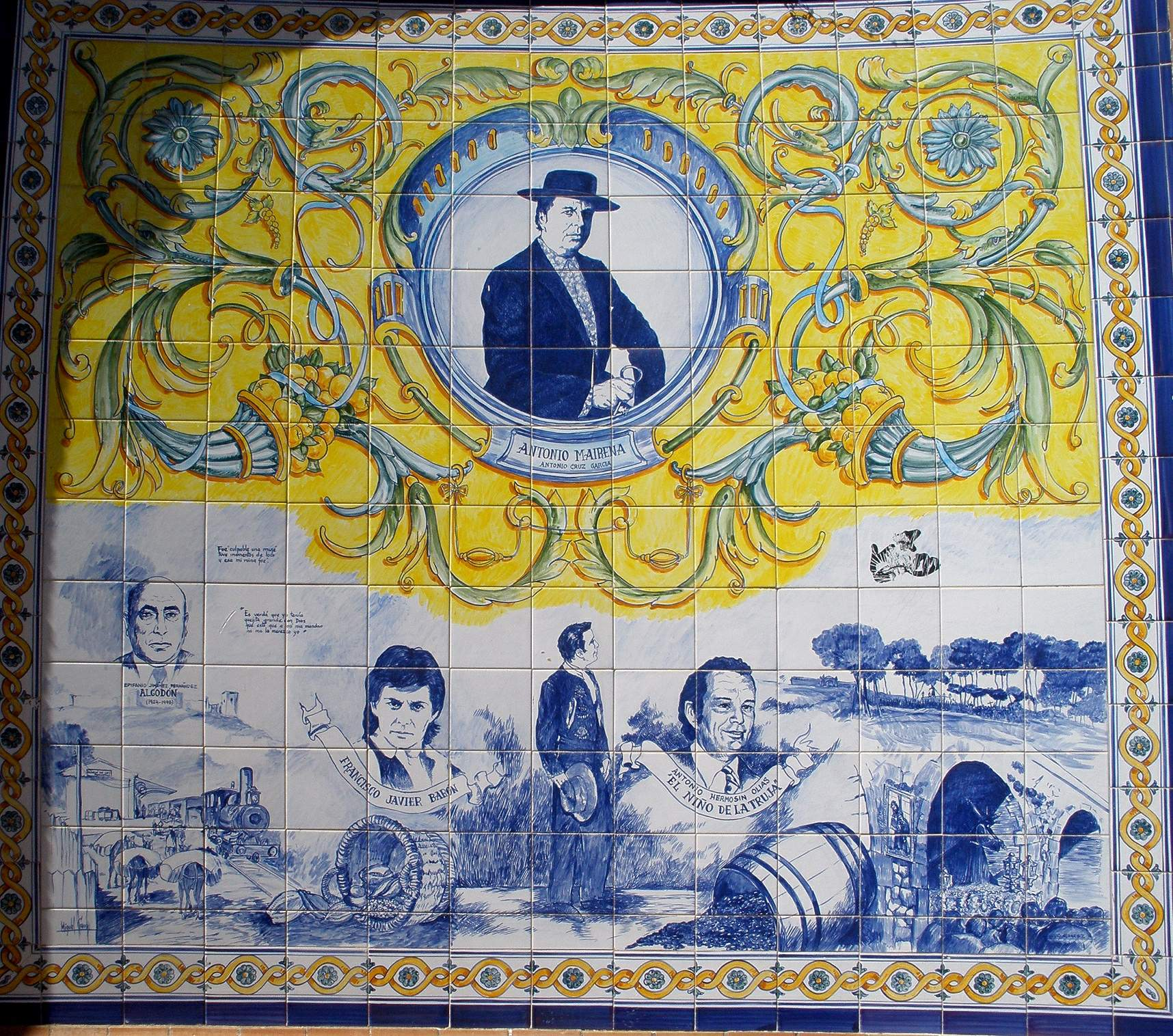
Composición en azulejo dedicada a Antonio Mairena en la Glorieta homenaje al cante flamenco en la Plaza del Derribo de Alcalá de Guadaíra (Sevilla)

- Fiesta por bulerías y fandangos (1941)
- Bulerías y fandangos (1941)
- Disco de Tánger (1944)
- Bulerías y soleares (1950)
- Bulerías jerezanas y fandangos (1950)
- Alegrías y seguiriyas (1950)
- Bulerías y soleares (1950)
- Con Antonio y Carmen Rojas al baile (1952)
- Disco de Londres (1954)
- Cantes de Antonio Mairena (1958)
- Sevilla cuna del cante flamenco (1959)
- Cinco grabaciones en disco de amianto para uso personal de Antonio Mairena (1960)
- Antología del cante flamenco y cante gitano dirigida por Antonio Mairena (1960)
- Duendes del cante de Triana (1963)
- Noches de la Alameda (1963)
- Tango de Andalucía (1963)
- La llave de oro del cante flamenco (1964)
- Cien años de cante gitano (1965)
- La gran historia del cante gitano-andaluz (3LP) (1966)
- Sevilla por bulerías (1967)
- Festival de Cante Jondo Antonio Mairena (1967)
- Misa flamenca en Sevilla (1968)
- Mi cante por saetas (1969)
- Honores a la Niña de los Peines (1969)
- Mis recuerdos de Manuel Torre (1970)
- La fragua de los Mairenas (1970)
- Cantes festeros de Antonio Mairena (1972)
- Grandes estilos flamencos (1972)
- Antonio Mairena y el cante de Jerez (1972)
- Cantes de Cádiz y los Puertos (1973)
- Triana, raíz del Cante (1973)
- Grabación de su participación en el Festival de la Unión (1974)
- Esquema histórico del cante por siguiriyas y soleares (1976)
- El calor de mis recuerdos (1983)